# البرث
البرث إحدى قرى مركز رفح التابع لمحافظة شمال سيناء بجمهورية مصر العربية.